# Aboubacar Haïdara
Aboubacar Haïdara (20 novembre 1977) è un ex calciatore maliano, di ruolo centrocampista.

## Carriera

### Nazionale
Ha debuttato in Nazionale il 20 giugno 1999, in Costa d'Avorio-Mali (0-0). Ha partecipato, con la Nazionale, alla Coppa d'Africa 2002. Ha collezionato in totale, con la maglia della Nazionale, tre presenze.